# Danse africaine
 (septembre 2021).
Si vous disposez d'ouvrages ou d'articles de référence ou si vous connaissez des sites web de qualité traitant du thème abordé ici, merci de compléter l'article en donnant les références utiles à sa vérifiabilité et en les liant à la section « Notes et références ».

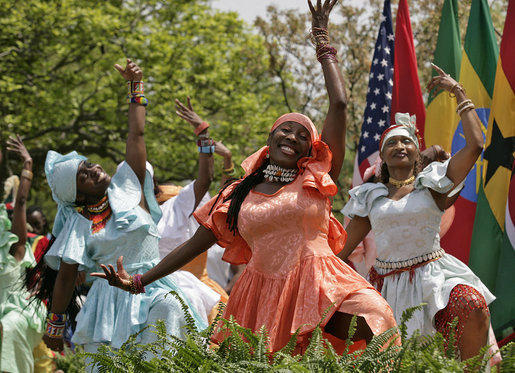
Des membres de la Kankouran West African Dance Company se produisent lors d'une cérémonie au Rose Garden, à la Maison-Blanche, en 2007.

La danse africaine désigne les danses dansées en Afrique, et faisant partie de la culture africaine. Cette appellation est issue de la rencontre des danses d’Afrique avec le monde occidental. Elle regroupe en son sein, toutes les danses traditionnelles, ainsi que les danses à racines africaines, issues de cette rencontre.

## Description
Il existe une multitude de danses africaines, notamment celles énumérées dans la liste de danses. Ces danses ont toutes un contexte géographique, historique et social différent. Elles accompagnent, et servent à célébrer chaque étape clé de la vie des africains. Elles sont pratiquées par des hommes, des femmes ou même des enfants qui dansent au rythme de divers instruments, notamment les instruments de percussions dont le Djembé. Ces danses sont effectuées lors des mariages, des fêtes, des funérailles, des rites à une divinité, des rites initiatiques...
Elles sont un moyen d'expression, c'est-à-dire qu'elles servent à exprimer des émotions comme la tristesse, la joie... et à transmettre diverses informations. Depuis le début des années 2010, ces danses sont un phénomène de mode. Elles sont de plus en plus pratiquées et enseignées dans le monde entier, même par des Blancs.
Les danses africaines sont inspirées par la faune, et apportent de la souplesse, de la résistance et dans certains cas, le bien être et la guérison. Elles s'inspirent aussi des activités de chasseurs redoutables initiés qui sont appelés, chez les Ewes du Ghana, du Bénin et Togo, Ablafo. Ces Ablafos sont des conservateurs, soldats traditionnels des royaumes des Ewes, et ce sont eux qui font des sacrifices des clans. Alors, au cours des fêtes traditionnelles, les danseurs imitent leurs actions en danse qu'ils appellent : danse des chasseurs.

## Connotation de la danse en Afrique
Les WoDaaBe du Niger désignent principalement la danse par deux termes, fijjo (le jeu) et gamol (la danse). A cela, certaines ajoutent un troisième, bamol (la danse/la tresse). Pour les WoDaaBe : « La danse, c’est la joie. La joie qu’on ressent dans la danse, nous en parlons jusqu’à l’année d’après. C’est la joie pour toutes les danses… Chacun ressent de la joie. C’est cela le fijjo, le jeu. Il n’y a pas de tristesse. C’est la joie. ».

## Aspects

### Aspect Profane
Les danses profanes sont pratiquées par tous dans un but de cohésion sociale, de partage. Ce sont des danses populaires accessibles à tous. Elles ont souvent une structure identifiable (danser en cercle, dans un sens de circulation précis, des moments de « désordre » et de rassemblement...). Elles se prêtent à l'improvisation et à une grande liberté d'expression, sont moins codifiées, et surtout elles tolèrent beaucoup plus les erreurs dans leur déroulement que les danses sacrées.

### Aspect Sacré
Les danses sacrées sont des danses rituelles, codifiées et accessibles uniquement à des personnes initiées. On y retrouve une survivance des pensées spirituelles africaines originelles. La danse du masque kanaga chez les Dogons, est censée rappeler aux initiés « la vibration intérieure de la matière et le créateur de l’univers qui, se tenant tout droit aux temps premiers, « a dansé le monde en faisant tourner les quatre points cardinaux ». Marcel Zounon, Directeur de l’Ensemble artistique national du Bénin, soutient : « Il y a des danses rituelles, des danses sacrées, des danses que lorsqu’on les exécute de certaines façons, des maladies disparaissent ».
Les danses sacrées sont exécutées dans diverses occasions comme la célébration des rites de passage (passage des adolescents dans le monde adulte, funérailles) ou la vénération des ancêtres. Marcel Zounon raconte : « Au nombre des danses qu’on retrouve dans le royaume du Dahomey, on peut citer le Dogba exécuté par les amazones et les princesses, pour marquer les heures de repos, et pour féliciter les rois après une campagne triomphale ; la danse Akonhoun, au départ exécutée par les amazones dans le royaume du Dahomey, qui devient une danse archive par excellence. Du coup, c’est elle qui permet d’archiver toute la panoplie de panégyriques claniques, ou panégyriques royaux que l’on retrouve dans le royaume du Dahomey ». Elles sont également exécutées pour invoquer la pluie, demander la protection des esprits de la forêt, la protection contre la famine, etc. Cela est par exemple présent dans les rites et pratiques associés au sanctuaire de Kit Mikayi au Kenya, qui est considéré par les Sewe et les autres groupes ethniques autour, comme la source de leur bonne fortune .

## Danses d'Afrique face à l'Occident
En Afrique la danse est importante car elle marque les époques et enseigne aux générations futures la culture de la danse. De nos jours les africains exportent les rythmes africains à l'Occident. Nous avons Atumpani qui est une danse et rythme qui appelle le nom des hommes intègres. Au sud Togo à Dokplala pendant leur fête traditionnelle nommée Dunenyo za les anciens dansent au rythme du tam-tam parlant Atupani. Le tam tam parlant est aussi utilisé pour communiquer. Au Sénégal le sabar est une danse traditionnelle qui concerne l'Occident car les danseurs africains ont exporté cette danse à l'extérieur. Le sabar est de nos jours exécuté par les femmes. Au Ghana les ashanti (akan) et Ebrons dansent leur danse traditionnelle appelée Adowa.[réf. nécessaire]